# Suhi Dol
Suhi Dol naseljeno je mjesto u općini Travnik, Federacija Bosne i Hercegovine, BiH.
Nalazi se sjeveroistočno od Travnika.

## Stanovništvo

### 1991.
Nacionalni sastav stanovništva 1991. godine, bio je sljedeći:
ukupno: 576
- Muslimani - 541
- Srbi - 34
- ostali, neopredijeljeni i nepoznato - 1

### 2013.
Nacionalni sastav stanovništva 2013. godine, bio je sljedeći:
ukupno: 482
- Bošnjaci - 478
- ostali, neopredijeljeni i nepoznato - 4